# Tatra 77
La Tatra 77 (T77) est une série d'automobiles tchécoslovaques, les premières automobiles conçues avec un véritable souci de l'aérodynamique.
Développée par Hans Ledwinka et Paul Jaray, l'ingénieur aérodynamique Zeppelin et lancée en 1934, la Tatra 77 est construite sur un châssis central en tube d'acier et alimentée par un moteur V8 de 3,4 litres développant 75 ch (56 kW) monté à l'arrière et refroidi par air. Ce moteur a des soupapes en tête, des chambres de combustion hémisphériques et un carter sec.

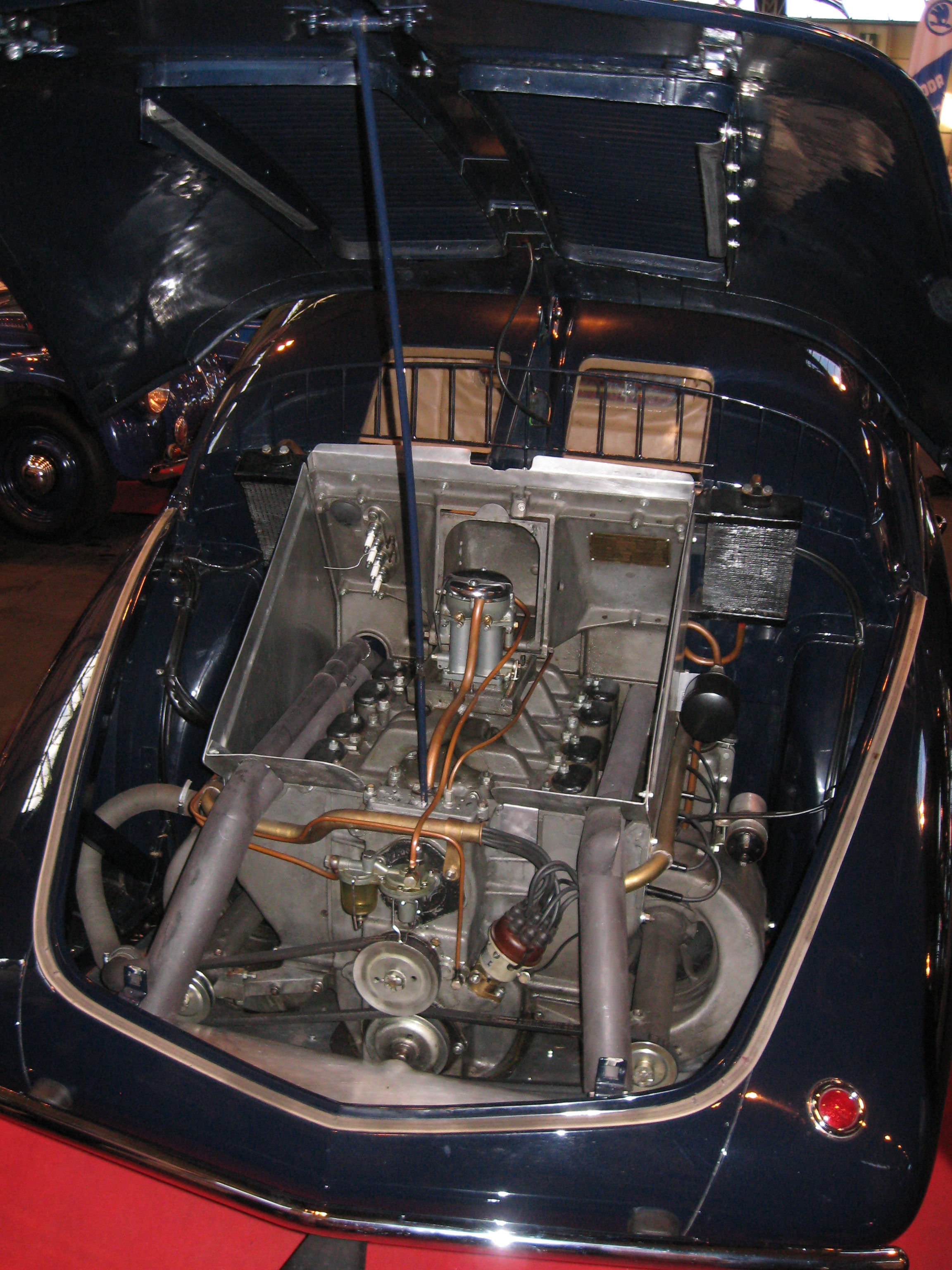
Vue de la baie moteur.

La suspension de la voiture est entièrement indépendante, les essieux arrière sont oscillants et il est fait une utilisation intensive d'alliages légers de magnésium pour le moteur, la transmission, la suspension et la carrosserie. La moyenne du coefficient de traînée d'une maquette au 1:5 de Tatra 77 a été enregistrée à 0,2455. Le deuxième modèle T77a a une vitesse de pointe de plus de 150 km/h grâce à son design aérodynamique avancé qui offre un coefficient de traînée exceptionnellement faible de 0,212,,,,, bien que certaines sources affirment que c'est le coefficient de la maquette au cinquième et non pas de la voiture elle-même,.

## Histoire
La société Tatra a commencé à fabriquer des voitures en 1897 à Kopřivnice, en Moravie, aujourd'hui république tchèque, faisant d'elle le troisième plus ancien constructeur automobile existant encore dans le monde. Sous la direction de Hans Ledwinka, la société employait de nombreux esprits de génie de l'histoire de l'automobile, comme Erich Übelacker et le consultant Paul Jaray, qui ont tous conçu la Tatra 77.

### Paul Jaray et la Tatra V570

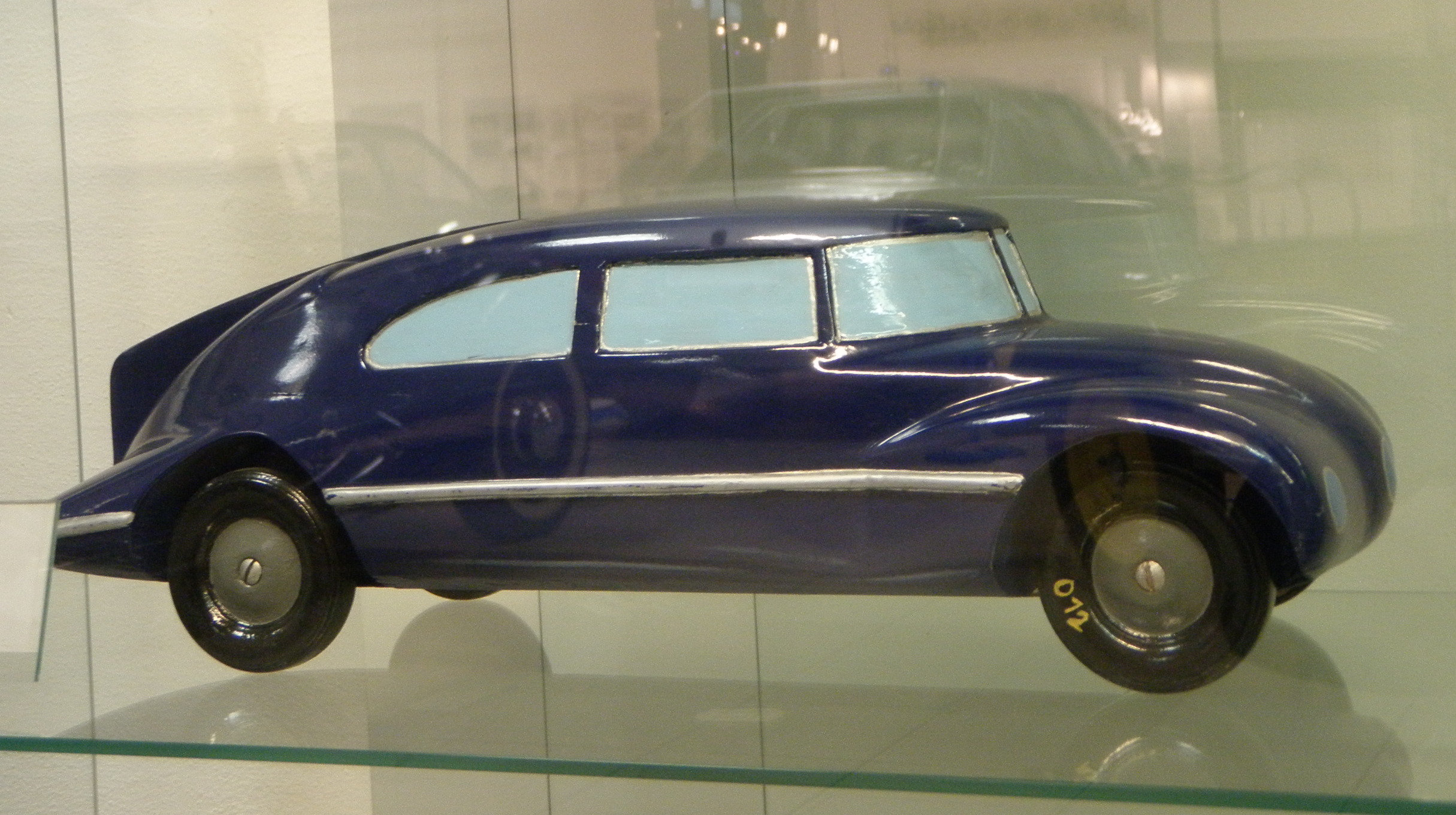
Tatra 77, modèle à l'échelle 1:10 par Paul Jaray, 1934

Paul Jaray travailla d'abord à Luftschiffbau Zeppelin (LZ) où il acquit de l'expérience dans la conception aérodynamique de dirigeables. Il a utilisé son accès aux tunnels à vent de LZ et s'est ensuite attaché à la rationalisation des principes pour la conception de voitures. 

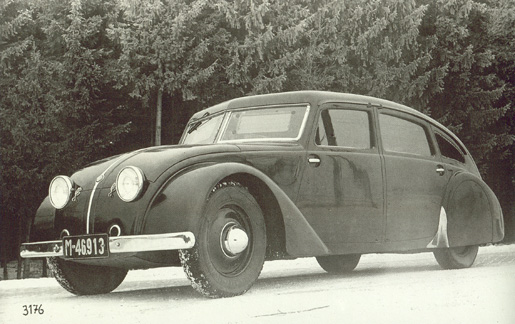
Prototype Tatra 77, 1934

En 1927, il fonde une société spécialisée dans le développement de carrosseries de voitures profilées (aussi appelées "simplifiées") et la vente de licences aux grands constructeurs automobiles. Tatra fut le seul fabricant à intégrer les principes de rationalisation de Jaray dans les voitures de production en série, à commencer par la Tatra 77.
Avant de concevoir la grande et luxueuse T77, Jaray conçut une carrosserie aérodynamique pour la Tatra 57, un modèle de milieu de gamme. Ce prototype n'a pas été développé et ne fut pas mis en production. Au lieu de cela, Jaray construisit deux prototypes pour un concept appelé Tatra V570, qui était plus conforme à ses principes de rationalisation  aérodynamique, doté d'une carrosserie en forme de scarabée.

### La décision de faire des voitures de luxe à la pointe du progrès
Cependant, Tatra avait déjà une voiture bon marché se vendant bien dans sa gamme de production, populaire en raison de sa continuation de la tradition de simplicité et d'ultra-fiabilité inaugurée par la Tatra 11. Même si la direction de Tatra vit les avantages du concept de Jaray, elle pensait que le nouveau modèle n'aurait de sens que comme un autre modèle à production limitée, ce qui signifie qu'elle devait être orientée vers le haut du marché de l'automobile. L'équipe de Ledwinka cassa ensuite le travail sur la V570 et se concentra sur la conception de grandes voitures de luxe. Tatra visait à faire des voitures qui seraient rapides, stables, à la pointe du progrès, presque silencieuses, économiques et construites aux normes techniques les plus rigoureuses, ainsi que les plus aérodynamiques possibles.

### La réaction du public

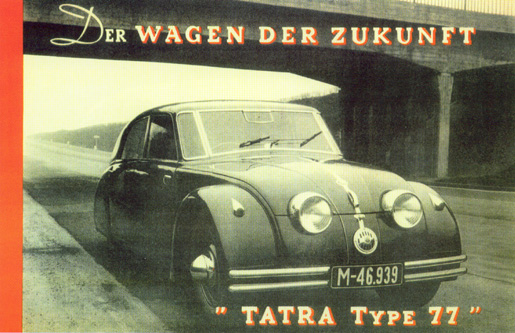
"Tatra 77, la voiture de l'avenir"
Publicité contemporaine

Hans Ledwinka était le concepteur en chef responsable du développement de la nouvelle voiture, tandis que Erich Übelacker était responsable de la carrosserie. Le développement a été très discret jusque dans les derniers instants avant la présentation officielle, le 5 mars 1934, aux bureaux Tatra de Prague. La voiture a été démontrée sur la route de Prague à Karlovy Vary, où il est facile d'atteindre 145 km/h, et étonna les journalistes par sa grande maniabilité et son confort de conduite à une vitesse d'environ 100 km/h. Cette même année, la T77 est présentée au salon de l'auto de Paris, où elle devint le centre de l'attention, en raison non seulement de sa ligne atypique, mais aussi de ses performances. Il y avait même des randonnées de démonstration, après que le doute eut été jeté sur la capacité de la voiture d'atteindre 140 kilomètres par heure avec un simple moteur de 45 kW :  normalement, à cette époque, le double de cette puissance était nécessaire pour qu'une voiture puisse arriver à une telle vitesse, et la plupart des voitures de production ne dépassaient pas 100 kilomètres à l'heure. Le réalisateur Maurice Elvey fut tellement surpris par le look de la voiture qu'il utilisa la T77a dans son film de science-fiction Le Tunnel transatlantique.
"C'est une sensation quand on observe sa construction, son apparence et ses performances. Cependant, ce n'est pas une sensation qui tombe du ciel, mais c'est une extension logique des routes [elles-mêmes] que Hans Ledwinka fit il y a treize ans. Le principe idéologique de la nouvelle Tatra est de comprendre le mouvement de la voiture le long de la ligne de démarcation entre le sol et l'air... La voiture maintenue à 145 km/h est vraiment facile à conduire, elle s'engouffre dans les courbes à des vitesses qui sont à la fois folles et fortes, et elle semble flotter sur tout type de route... C'est une voiture qui ouvre de nouvelles perspectives pour la construction automobile et la pratique". 
 Vilém Heinz, Motor Journal, 1934
"C'est la voiture pour mes autoroutes!"
 Adolf Hitler à Ferdinand Porsche,, Voir la controverse Volkswagen.

### Propriétaires notables

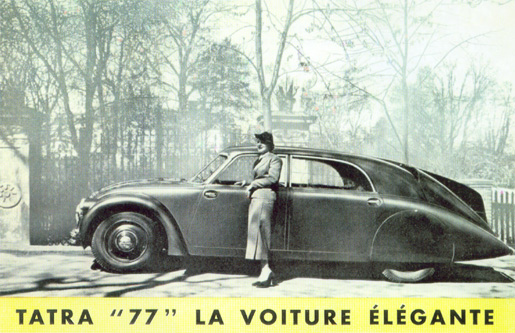
"Tatra 77, la voiture élégante"
Publicité contemporaine

La Tatra 77 était la préférée de l'ingénieur de conception Tatra Erich Übelacker, qui posséda et utilisa une T77 depuis 1934. D'autres célèbres propriétaires de T77 furent Milos Havel, propriétaire des studios de cinéma de Prague, qui acheta une T77 en 1935, le concepteur de voitures autrichien Edmund Rumpler, qui conçut la Rumpler Tropfenwagen aérodynamique en 1921, Edvard Beneš, ministre des Affaires étrangères des années 1930, et plus tard, président de la Tchécoslovaquie, qui ont tous deux possédé une T77a.

## Conception

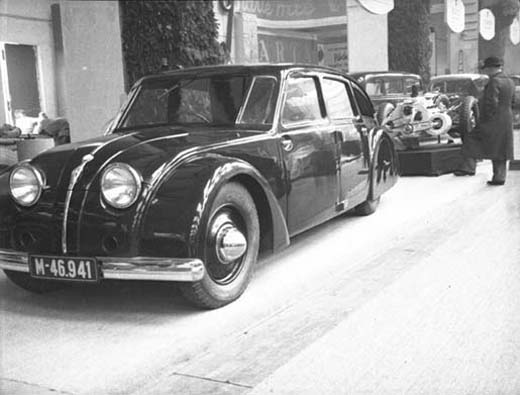
La Tatra 77 et son moteur présentés au salon de l'auto de Berlin

Un bon nombre de designers du monde entier ont essayé de construire une voiture aérodynamique à l'époque, mais Tatra fut le premier à parvenir avec succès à la production en série. Il y avait de nombreuses raisons pour lesquelles les concepteurs Tatra prirent cette approche révolutionnaire de conception de la nouvelle voiture: tout d'abord le but était de réduire la traînée de l'air, qui augmente avec le carré de la vitesse. Une voiture avec une carrosserie de forme plus standard de l'époque avait besoin d'un moteur très puissant pour atteindre des vitesses plus élevées. La nouvelle forme de la Tatra a été testée en soufflerie, entraînant de profonds changements à la conception de la voiture.
L'exigence d'une zone de face la plus petite possible limita la hauteur de la voiture, ce qui entraîna l'utilisation d'un plancher plat, conduisant à mettre le moteur à l'arrière de la voiture, directement au-dessus de l'essieu moteur. Il n'y avait donc plus besoin d'un tunnel avec un arbre de transmission ni de tuyaux d'échappement sous la voiture, ce qui contribua à la perte de poids. Comme les concepteurs voulurent réduire la résistance au roulement, ils firent de leur mieux pour produire un moteur le plus léger possible – un V8 à refroidissement à air avec un carter en elektron, un alliage de magnésium. La boîte de vitesses fut également faite en elektron et placée en avant de l'essieu arrière et du moteur.
La position arrière du moteur était favorable pour le refroidissement par air, tandis que le refroidisseur d'huile, la batterie et la roue de secours furent placés à l'avant de la voiture. La carrosserie sans châssis était fermement soudée au châssis central par les panneaux de plancher, qui font le lien vers les freins, les suspensions, etc.
L'avant de la voiture avait une section transversale rectangulaire, arrondie en longueur. Le pare-chocs avant couvre les ailes arrondies, tandis que la moitié inférieure des phares est intégrée dans le capot avant. L'arrière de la voiture a une forme fuyante, et est divisé par un empennage vertical, qui commence à l'extrémité arrière du toit et se termine presque à l'extrémité arrière de la voiture. Les roues arrière sont couvertes par des guêtres aérodynamiques. Les poignées de porte sont intégrées dans les panneaux de porte, d'où seules les charnières de porte dépassent légèrement. La voiture n'a pas de fenêtre arrière, limitant la visibilité arrière à ce qui peut être aperçu à travers les fentes de la feuille de métal.
Le premier prototype de 1933 a un pare-brise fractionné, tandis que d'autres prototypes ont un  pare-brise d'une pièce ou même formé par trois pièces de verre, avec une grande pièce centrale et deux parties latérales inclinées fortement et qui coule sur les côtés de la carrosserie.
L'air est dirigé vers le moteur par des prises de ventilation rectangulaires situées derrière les fenêtres latérales et quitte le compartiment moteur par des sorties d'aération à l'arrière. À l'époque, Tatra enregistra de nombreux brevets concernant les flux d'air à l'arrière du compartiment moteur.
Par la suite, la partie arrière de la carrosserie est élargie afin que les ailes arrière et charnières de porte soient intégrées à la carrosserie. L'air pénètre maintenant par des entrées levées au-dessus de l'arrière du toit arrondi. Le bord de fuite a également été soulevé.

### Tatra 77A

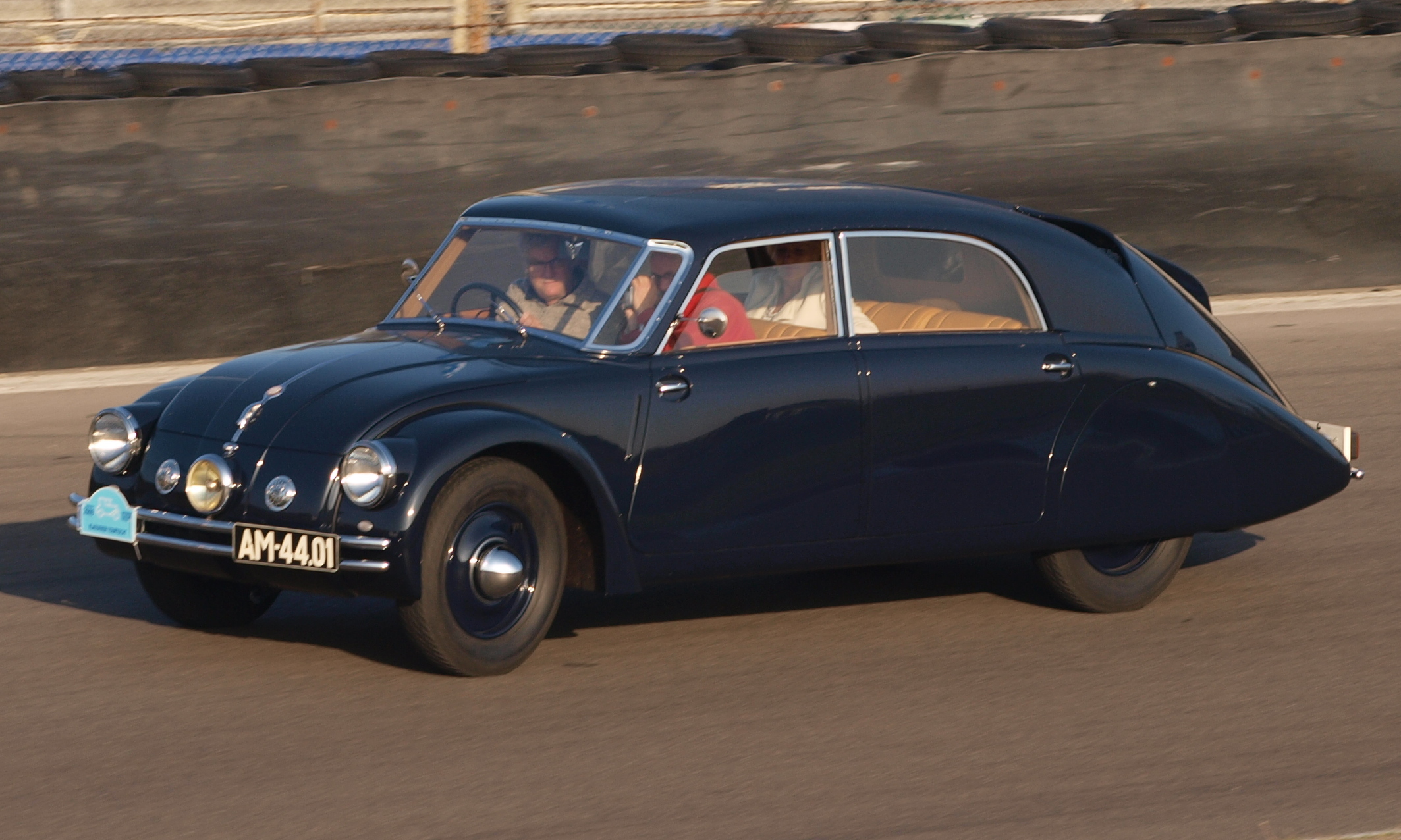
Tatra 77a au Circuit Park Zandvoort aux Pays-Bas

En 1935, la T77 est mise à jour et améliorée, devenant la T77a. La cylindrée du V8 est augmentée, passant à 3,4 litres par augmentation de l'alésage, qui passe de 75 à 80 mm. Le nouveau moteur produit maintenant 75 ch (56 kW) et une vitesse maximale de 150 km/h est atteinte. Le front a maintenant trois phares dont celui du centre est lié à la direction sur certains modèles. Certaines T77 et T77a sont également équipés de toits en toile Webasto. Le corps lisse de la T77a donne un coefficient de traînée aérodynamique de 0.212. C'est une valeur particulièrement faible, même pour les voitures d'aujourd'hui : seuls quelques prototypes modernes sont en mesure d'atteindre ce chiffre. Certaines sources affirment cependant que ce chiffre est celui d'un modèle à l'échelle 1:5.

### Les Versions

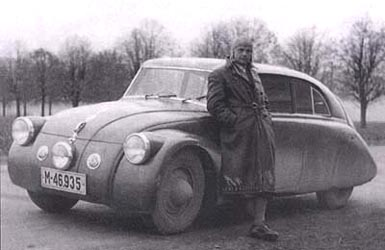
Erich Übelacker devant le prototype T77, coupé deux portes.

La Tatra 77 était fabriquée à la main avec un intérieur en cuir. Certaines voitures avaient une vitre de séparation entre les sièges avant et les sièges arrière. Un toit coulissant était disponible.
Une caractéristique inhabituelle sur quelques T77 est un volant en position centrale dans le tableau de bord. Les passagers avant étaient assis de chaque côté du pilote et les sièges sont placés légèrement en recul, conception reprise plus tard par la Bizzarrini Manta et maintenant dans la McLaren F1 moderne. Toutes les autres T77 avait le volant à droite, car en Tchécoslovaquie, comme dans de nombreux autres pays européens, on roulait à gauche avant la Seconde Guerre mondiale.
La voiture unique que l'on voit ici est le prototype coupé deux portes utilisé par Erich Übelacker, qui avait le moteur plus puissant de la future Tatra 87.

### Poursuite du développement
Ledwinka n'était pas entièrement satisfait de la conduite de la T77, à l'arrière plutôt lourd. Il commença à travailler sur un successeur de la T77, qui devait être plus légère et présenter une meilleure répartition du poids. Tatra atteint ce but avec la désormais célèbre Tatra 87 introduite en 1936.

## Au cinéma et à la télévision
Le Tunnel transatlantique, film de 1935
https://archive.org/details/TheTransatlanticTunnel1935#
À 17:23, et de nouveau à 58:30.